# مسابقة الأغنية الأوروبية 2014

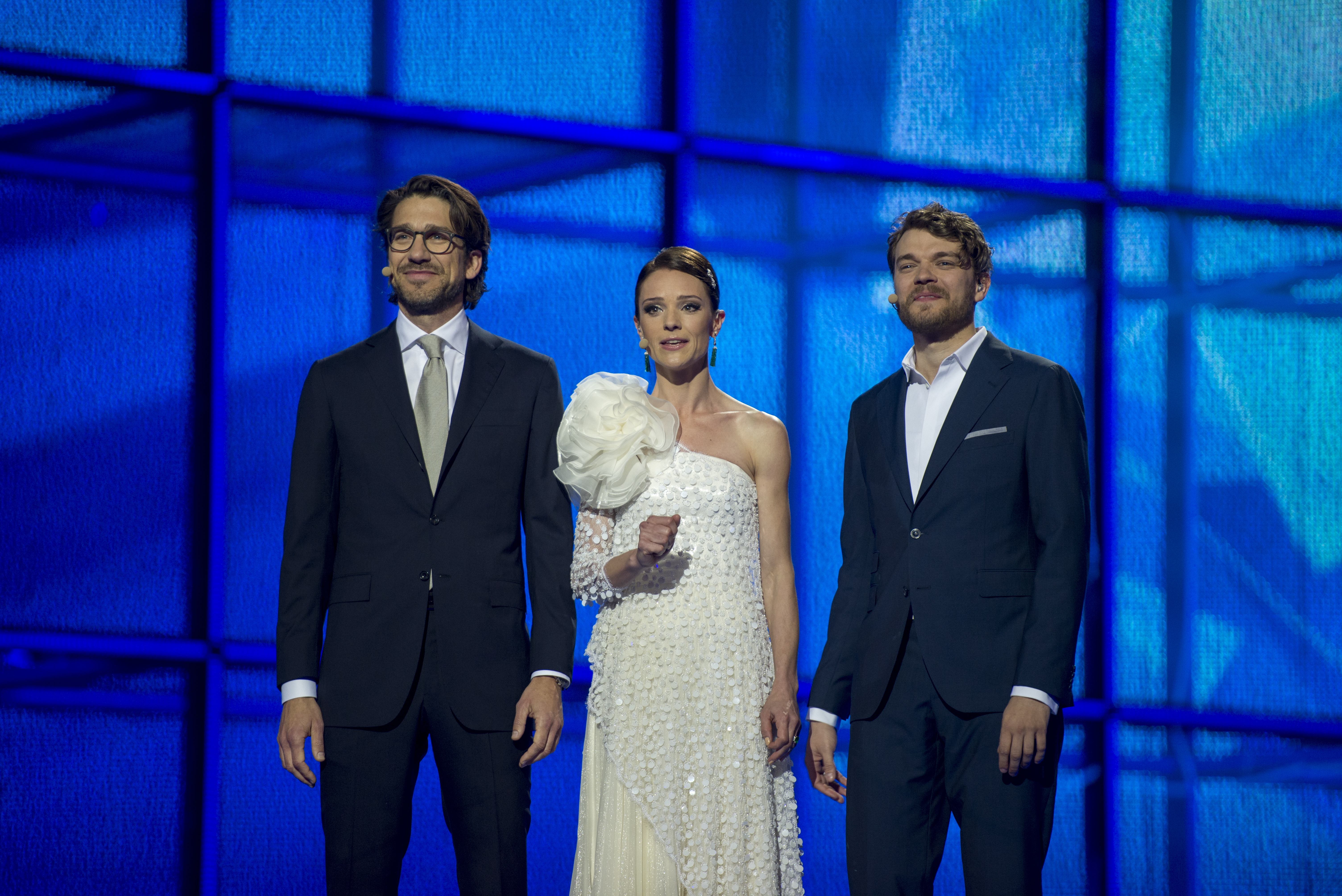
مقدموا العروض من اليمين إلى اليسار: ليز روني ونيكولاج كوبل وبيلو أسبيك

مسابقة الأغنية الأوروبية 2014 هي النسخة التاسعة والخمسين من مسابقة الأغنية الأوروبية السنوية. أقيمت في كوبنهاغن، الدنمارك، بعد فوز إيميلي دي فورست في مسابقة 2013 في مالمو، السويد بأغنية "Only Teardrops". كانت هذه هي المرة الثالثة التي تستضيف فيها الدنمارك المسابقة بعد أن فعلت ذلك سابقًا في عامي 1964 و2001. نظمها اتحاد البث الأوروبي والمذيع المضيف هيئة الإذاعة الدنماركية، تألفت من نصف النهائي في 6 و8 مايو والنهائي في 10 مايو 2014. وقد استضافت العروض الحية الثلاثة ليز روني ونيكولاج كوبل وبيلو أسبيك.

الدول المشاركة
الدول التي لم تتأهل للنهائي
الدول المشاركة سابقا ولكن ليس في 2014

## روابط خارجية
- الموقع الرسمي
- Official rules for 2014
- مسابقة الأغنية الأوروبية 2014  في قاعدة بيانات الأفلام على الإنترنت (بالإنجليزية)